# برج سوخته علیا
برج سوخته علیا، روستایی از توابع بخش چنار شاهیجان شهرستان کازرون در استان فارس ایران است.

## جمعیت
این روستا در دهستان انارستان قرار دارد و براساس سرشماری مرکز آمار ایران در سال ۱۳۸۵، جمعیت آن ۷۴ نفر (۱۵خانوار) بوده‌است.